# Пига рожевошия
Пи́га рожевошия (Lipaugus streptophorus) — вид горобцеподібних птахів родини котингових (Cotingidae). Мешкає на Гвіанському нагір'ї.

## Опис
Довжина птаха становить 22-22,5 см, вага 52-65 г. Виду притаманний статевий диморфізм. У самців верхня частина тіла темно-сіра, махові і стернові пера коричнюваті, решта нижня частина тіла світло-сіра. На горлі широкий яскраво-рожевий "комір", гузка і нижні покривні пера хвоста яскраво-рожеві. У самиць "комір" на шиї відсутній, а гузка має каштанове або рудувато-коричневе забарвлення. Очі карі, дзьоб темно-коричневий або чорнувато-коричневий, знизу біля основи світліший, лапи сірі або чорнуваті. Самці видають гучні, різкі крики: «скрііір»

## Поширення і екологія
Рожевошиї пиги мешкають на схилах тепуїв Гвіанського нагір'я на південному сході Венесуели (південний схід Болівару) та в сусідніх районах Гаяни і Бразилії, зокрема на схилах гір Рорайма, Уей-тепуй, Сьєрра-де-Лема, Птарі, Апрада, Акопан, Кова і Каєтур. Вони живуть в середньому і верхньому ярусах вологих гірських тропічних лісів. Зустрічаються на висоті від 1000 до 1800 м над рівнем моря, переважно на висоті понад 1300 м над рівнем моря. Живляться плодами, зокрема з родини меластомових, а також комахами.